# Яр Крутий
Яр Крутий (рос. Яр Крутой) — балка (річка) в Україні у Нововоронцовському районі Херсонської області. Права притока Дніпра (басейн Дніпра).

## Опис
Довжина річки приблизно 10,33 км, найкоротша відстань між витоком і гирлом — 7,85  км, коефіцієнт звивистості річки — 1,32 . Формується декількома балками.

## Розташування
Бере початок на південно-східній стороні від села Червоне. Тече переважно на південний схід і у селі Дудчани впадає у річку Дніпро (Каховське водосховище).

## Цікаві факти
- У селі Дудчани річку перетинає автошлях Т 0403[2] (автомобільний шлях територіального значення у Дніпропетровській та Херсонській областях. Пролягає територією Апостолівського, Нововоронцовського та Бериславського районів через Мар'янське — Нововоронцовку — Берислав. Загальна довжина — 98,8 км).
- У верхів'ї річка зневоднена, а у пригирловій часті в минулому столітті існувало декілька водяних млинів[3].